# جان مارك فيريري
جان مارك فيريري (26 ديسمبر 1962

 في تشارليو) (بالفرنسية: Jean-Marc Ferreri)‏ لاعب كرة قدم فرنسي معتزل كان يجيد اللعب في مركز الوسط المهاجم كما كان يجيد اللعب في مركز المهاجم .
لعب فيريري في أندية أوكسير (1976-1986) بوردو (1986-1991) أوكسير مجددا (1991-1992) مرسيليا (1992-1993) مارتيغ (1993-1994) مرسيليا مجددا (1994-1996) طولون (1996-1997) زيورخ (1997) سانت دينيس سانت ليو (1998) .
ساهم فيريري في تتويج نادي أوكسير ببطولة دوري الدرجة الثانية موسم 1979/1980 ثم ساهم في تتويج نادي بوردو ببطولة كأس الأبطال الفرنسي 1986 ودوري الدرجة الأولى وكأس فرنسا موسم 1986/1987 كما ساهم في تتويج نادي مرسيليا ببطولة دوري أبطال أوروبا 1992/1993 ودوري الدرجة الثانية 1994/1995 .
شارك فيريري مع منتخب فرنسا في 37 مباراة دولية مسجلا 3 أهداف في الفترة من 1982 إلى 1990 . ساهم في تتويج منتخب فرنسا ببطولة كأس الأمم الأوروبية لكرة القدم 1984 التي أقيمت في فرنسا وفي تحقيق المركز الثالث في بطولة كأس العالم لكرة القدم 1986 التي أقيمت في المكسيك حيث أحرز هدف في مباراة تحديد المركز الثالث في مرمى منتخب بلجيكا لتنتهي المباراة بالفوز 4/2 .

## وصلات خارجية
- جان مارك فيريري على موقع الاتحاد الدولي (مؤرشف)  (الإنجليزية)
- جان مارك فيريري على موقع قاعدة بيانات كرة القدم.إي يو (الإنجليزية)
- جان مارك فيريري على موقع ليكيب (الفرنسية)
- جان مارك فيريري على موقع ناشيونال فوتبول تيمز (الإنجليزية)
- جان مارك فيريري على موقع عالم كرة القدم.نت (الإنجليزية)